# Harfen-Agnes

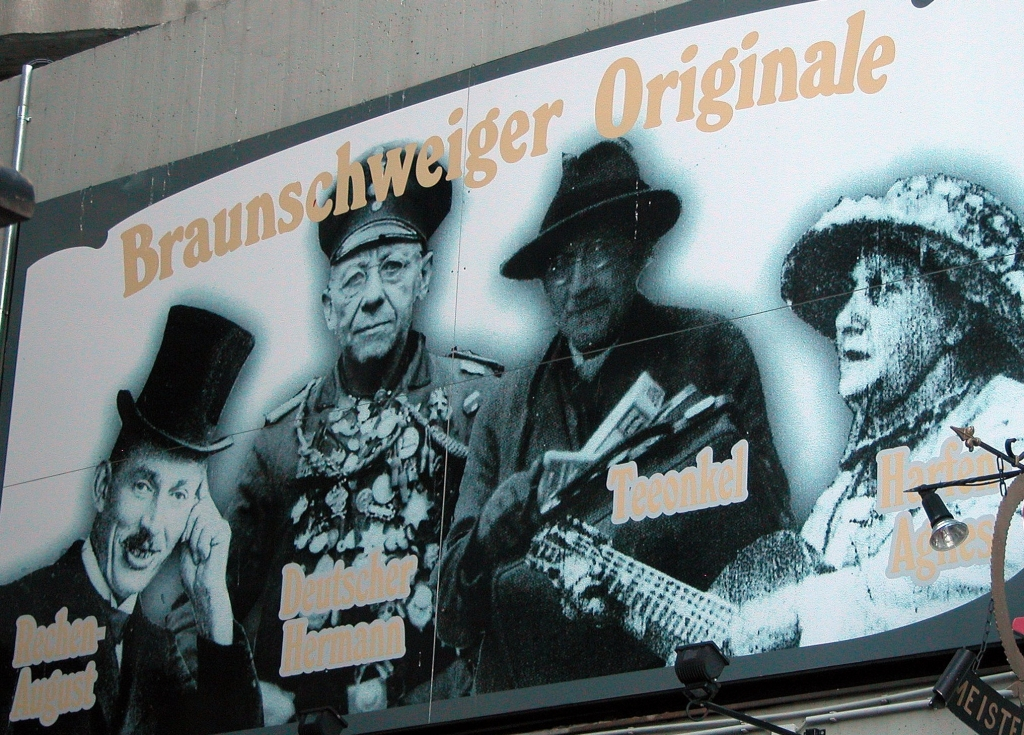
Braunschweiger Originale (v. l. n. r.): Rechen-August, Deutscher Hermann, Tee-Onkel und Harfen-Agnes.

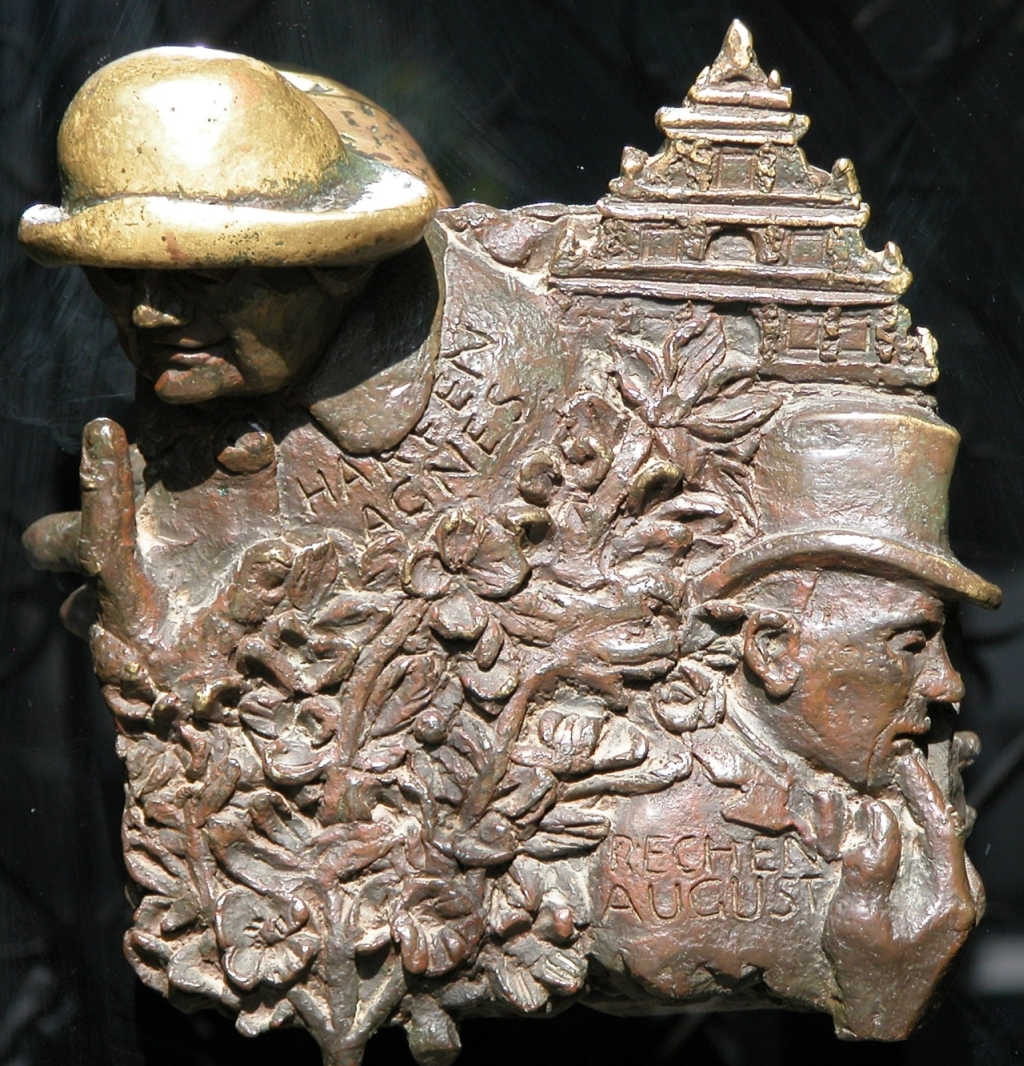
Türgriff am Braunschweiger Rathaus. Er zeigt Harfen-Agnes (links) und Rechen-August (rechts).

Harfen-Agnes, mit bürgerlichem Namen Agnes Adolphine Agathe Schosnoski (* 24. Januar 1866 in Braunschweig; † 2. September 1939 in Königslutter), war eine Bänkelsängerin im Braunschweig des späten 19. und frühen 20. Jahrhunderts und gilt als eines von mehreren Stadtoriginalen in Braunschweig.

## Leben
Schosnoski wurde außerehelich als Tochter der Henriette Caroline Charlotte Schosnoski und höchstwahrscheinlich des Maurers Carl Adolph Julius Glindemann geboren und am 27. Februar 1866 in der Magnikirche getauft. Nach dem frühen Tod von Vater und Mutter wuchs sie bis zu ihrem 14. Lebensjahr hauptsächlich in einem Erziehungsheim in Bevern auf. Nachdem alle Versuche, ihr Lesen und Schreiben beizubringen, fehlgeschlagen waren, wurde festgestellt, dass sie sowohl Epileptikerin als auch geistig zurückgeblieben war.
Nach der Entlassung aus dem Heim begann sie in Braunschweig eine Dienstbotenausbildung, die sie wieder abbrach. Später trat sie mehrere Jahre zusammen mit einem Bänkelsänger in einer Innenstadt-Kneipe auf und erlernte so das Handwerk des Bänkelliedsingens. Als ihr Begleiter 1907 starb, erbte sie dessen Gitarre („Harfe“) und bildete anschließend mit einem anderen Sänger ein Duo, das durch Braunschweigs Straßen und Kneipen zog. Als sie von diesem bestohlen wurde, trennten sich ihre Wege und sie trat fortan nur noch allein auf.
Ihre selbst gedichteten, manchmal frivolen Lieder trug „Harfen-Agnes“, wie sie bald genannt wurde, in Braunschweiger Mundart vor, wobei sie sich selbst auf ihrer „Harfe“ begleitete. Zu den damals sehr bekannten Liedern gehörten: „Hofrats Rieke“, „Ferdinand, wie bist du schön“ oder „Das Lied von den Straßen der Braunschweiger Altstadt“. Ihr bekanntestes Couplet hat den Refrain „Mensch saa helle, un wenn’s auch duster is“ („Mensch, sei schlau, auch wenn’s schlecht aussieht [für dich]“). Dieses Lied sowie etliche andere sang sie auch am 7. November 1918, als sie revolutionäre Arbeiter und Soldaten begleitete, die während der Novemberrevolution in Braunschweig Gefangene aus dem Gefängnis Rennelberg befreiten.
Ihren sehr bescheidenen Lebensunterhalt konnte Harfen-Agnes meist nur mühsam auf Volksfesten, in Wirtschaften oder bei privaten Festen, bei denen sie als „Attraktion“ auftrat, bestreiten. Sie wurde als verschlossen und – im Gegensatz zu ihrem „Beruf“ als Bänkelsängerin – wenig umgängliche Person beschrieben. Dazu beigetragen hat sicherlich ihre Epilepsie, die von ihren Mitmenschen nicht erkannt wurde, von denen sie aber bei einem Anfall oft der Trunkenheit bezichtigt wurde. Auch ihre immer gleiche äußere Erscheinung: Gitarre, Strohhut, lange Pelerine und rosa Strümpfe sorgten für Spott. Zuletzt wohnte sie in der Braunschweiger Neustadt, in einem Zimmer in der Weberstraße 47 und wurde dort von einer Nachbarin betreut.
Im Alter von über 60 Jahren, als „Harfen-Agnes“, die bereits zu ihren Lebzeiten als letzte Bänkelsängerin Braunschweigs galt, sich nicht mehr um sich selbst kümmern konnte, wurde sie zunächst in einem Pflegehaus der Stadt untergebracht. Während der Zeit des Nationalsozialismus wurde sie Anfang 1935 in die Heil- und Pflegeanstalt Königslutter zwangseingewiesen und starb dort einen Tag nach dem Beginn des Zweiten Weltkriegs. Hartnäckig hält sich das Gerücht, „Harfen-Agnes“ sei ein Opfer des NS-Euthanasie-Programms geworden.

## Nachleben

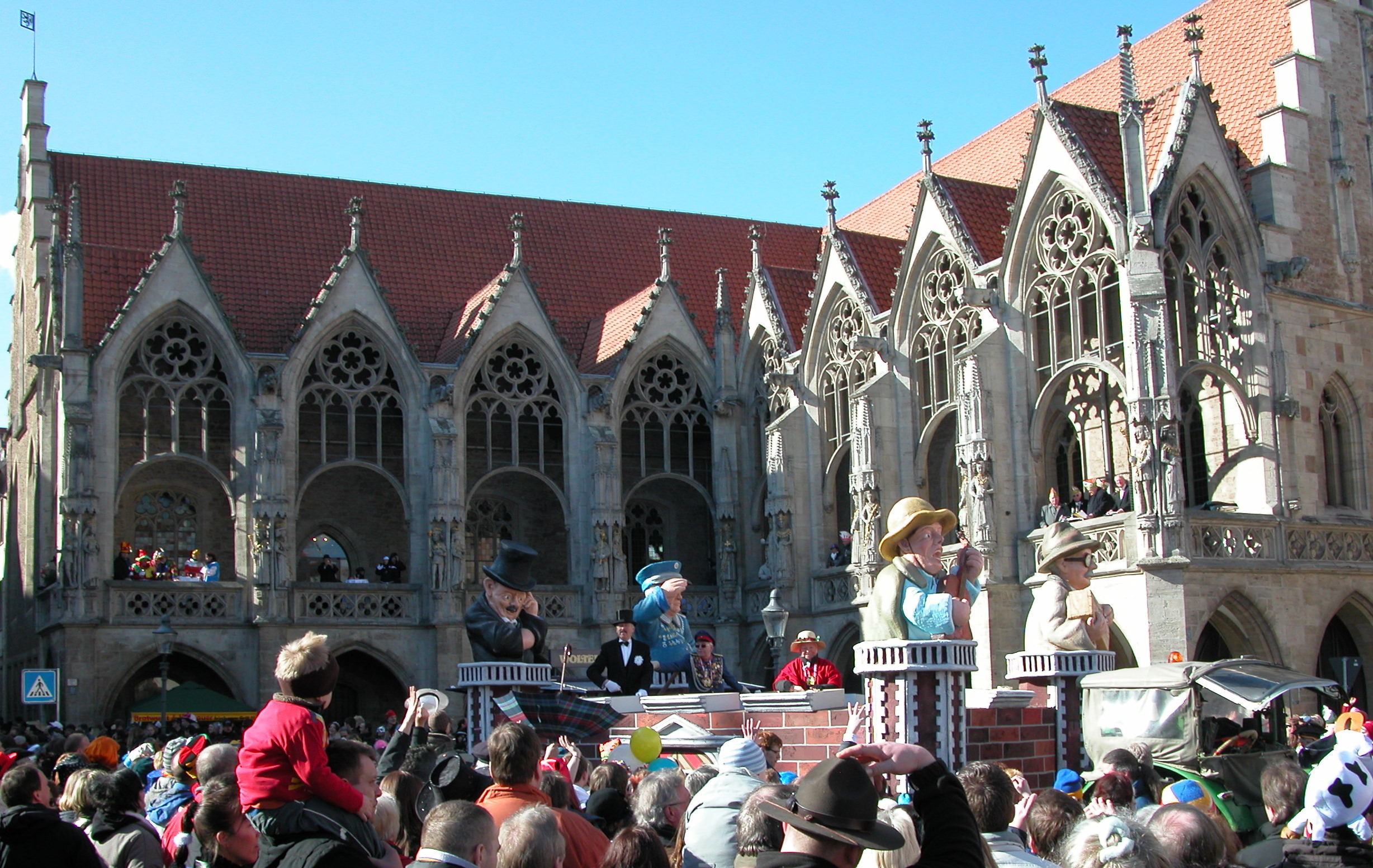
Schoduvel 2011: Ein Wagen auf dem Altstadtmarkt (im Hintergrund das Altstadtrathaus) mit den vier bekanntesten Braunschweiger Stadtoriginalen: (v. l. n. r.) Rechen-August, Deutscher Hermann, Harfen-Agnes und der Tee-Onkel.

Harfen-Agnes zählt zusammen mit Rechen-August, Deutschem Hermann und Tee-Onkel zu den – auch heute noch – bekanntesten Originalen der Stadt Braunschweig. Von November 2005 bis 2009 führte das Staatstheater Braunschweig das Stück „Mensch Agnes! – eine Moritat“ von Peter Schanz auf, das das Leben Agnes Schosnoskis bis zu ihrem Tode darstellt. Die Hauptrolle der Harfen-Agnes verkörperte die Schauspielerin Nientje Schwabe, für die musikalische Leitung auf der Bühne war Christian Eitner, Mitglied der Braunschweiger Band Jazzkantine, verantwortlich.